# Ophiorrhiza roxburghiana
Ophiorrhiza roxburghiana är en måreväxtart som beskrevs av Robert Wight. Ophiorrhiza roxburghiana ingår i släktet Ophiorrhiza och familjen måreväxter. Inga underarter finns listade i Catalogue of Life.